# Sebastián Rivera
Sebastián Alejandro Rivera Morales (Santiago, Región Metropolitana de Santiago, Chile, 16 de junio de 1988) es un futbolista chileno. Juega de mediocampista.

## Trayectoria
Se inició en el fútbol amateur de Santiago para después probarse en la Universidad Católica donde estaría un año en las categorías sub-13 y sub-14 para luego ser descartado. Después de probarse en varios equipos santiaguinos quedaría seleccionado en Cobreloa donde finalizaría su procesos formativo.
Subiría al primer equipo loino pero nunca llegaría a debutar y al no tener contrato quedaría en libertad de acción. En 2008 participaría de una prueba masiva de jugadores donde observaban diferentes clubes de Tercera División siendo fichado por Malleco Unido. Tras un año jugando en el club de Angol pasaría a Deportes Linares en la Temporada 2009 donde sería observado por Luis Marcoleta, técnico de Curicó Unido, dándole la posibilidad de realizar una prueba en el cuadro tortero donde finalmente quedaría seleccionado.
En 2010 sería una de las revelaciones de Curicó Unido junto con Luis Valenzuela llegando a ser observado por Marcelo Bielsa, técnico de la Selección de fútbol de Chile en aquel año. Su siguiente temporada no sería la ideal ya que perdería la titularidad y en ocasiones ni siquiera sería citado a la banca por lo que finalizado su contrato nuevamente sería llamado por Luis Marcoleta pero esta vez para fichar por San Marcos de Arica.
Con los ariqueños se transformaría en un referente del equipo al permanecer más de cuatro años con el plantel, siendo capitán y con destacadas participaciones en dos ascensos a la Primera División obteniendo con esto también sus primeros campeonatos. En el Clausura 2016 viviría un nuevo descenso por lo que sumado al fin de su contrato significaría el adiós de su paso por los bravos del morro.
Para la Temporada 2016/17 regresaría a Curicó Unido donde esta vez sería una pieza importante del campeonato obtenido aquel año que además significaría el segundo ascenso en la historia del club a la Primera División. Se mantuvo con los torteros por un año más ya que al finalizar su contrato ficharía por el recién descendido Santiago Wanderers donde por primera vez lograría jugar la Copa Libertadores. Luego de jugar la competición internacional sufriría una lesión que lo marcaría el resto del año pudiendo volver a las canchas durante el segundo semestre del año pero no sería suficiente para destacar con los caturros finalizando su estancia con ellos al terminar su contrato a fines de aquella temporada.

## Estadísticas

### Clubes
| Malleco Unido · Chile                                                                         |               |               |    |    |    |    |    |     |    |    |
| 3ª                                                                                            | 2008          | --            | -- | -- | -- | -- | -- | --  | -- |    |
| Total club                                                                                    | Total club    | --            | -- | -- | -- | -- | -- | --  | -- |    |
| Deportes Linares · Chile                                                                      |               |               |    |    |    |    |    |     |    |    |
| 3ª                                                                                            | 2009          | --            | -- | -- | -- | -- | -- | --  | -- |    |
| Total club                                                                                    | Total club    | --            | -- | -- | -- | -- | -- | --  | -- |    |
| Curicó Unido · Chile                                                                          |               |               |    |    |    |    |    |     |    |    |
| 2ª                                                                                            | 2010          | 26            | 1  | 1  | 0  | -- | -- | 27  | 1  |    |
| 2ª                                                                                            | 2011-A        | 4             | 0  | -- | -- | -- | -- | 4   | 0  |    |
| 2ª                                                                                            | 2011-C        | 2             | 0  | -- | -- | -- | -- | 2   | 0  |    |
| 2ª                                                                                            | 2016/17       | 25            | 4  | 2  | 0  | -- | -- | 27  | 4  |    |
| 1ª                                                                                            | 2017-T        | 10            | 0  | 3  | 0  | -- | -- | 13  | 0  |    |
| Total club                                                                                    | Total club    | 67            | 5  | 4  | 0  | -- | -- | 71  | 5  |    |
| San Marcos de Arica · Chile                                                                   |               |               |    |    |    |    |    |     |    |    |
| 2ª                                                                                            | 2012-A        | 11            | 1  | -- | -- | -- | -- | 11  | 1  |    |
| 2ª                                                                                            | 2012-C        | 15            | 0  | 3  | 0  | -- | -- | 18  | 0  |    |
| 1ª                                                                                            | 2013-T        | 10            | 1  | -- | -- | -- | -- | 10  | 1  |    |
| 2ª                                                                                            | 2013-A        | 14            | 0  | 5  | 0  | -- | -- | 19  | 0  |    |
| 2ª                                                                                            | 2014-C        | 18            | 3  | -- | -- | -- | -- | 18  | 3  |    |
| 1ª                                                                                            | 2014-A        | 11            | 0  | 7  | 0  | -- | -- | 18  | 0  |    |
| 1ª                                                                                            | 2015-C        | 19            | 2  | -- | -- | -- | -- | 19  | 2  |    |
| 1ª                                                                                            | 2015-A        | 13            | 0  | 6  | 0  | -- | -- | 19  | 0  |    |
| 1ª                                                                                            | 2016-C        | 10            | 0  | -- | -- | -- | -- | 10  | 0  |    |
| Total club                                                                                    | Total club    | 121           | 7  | 21 | 0  | -- | -- | 142 | 7  |    |
| Santiago Wanderers · Chile                                                                    |               |               |    |    |    |    |    |     |    |    |
| 2ª                                                                                            | 2018          | 8             | 0  | 1  | 0  | 2  | 0  | 11  | 0  |    |
| Total club                                                                                    | Total club    | 8             | 0  | 1  | 0  | 2  | 0  | 11  | 0  |    |
| Total carrera                                                                                 | Total carrera | Total carrera | -- | -- | -- | -- | -- | --  | -- | -- |
| (1) Incluye datos de Copa Chile y Supercopa de Chile. (2) Incluye datos de Copa Libertadores. |               |               |    |    |    |    |    |     |    |    |

### Resumen estadístico
|                    | Partidos | Goles |
| ------------------ | -------- | ----- |
| Primera División   | 73       | 3     |
| Primera B          | 123      | 9     |
| Tercera División   | --       | --    |
| Tercera A          | --       | --    |
| Supercopa de Chile | 1        | 0     |
| Copa Chile         | --       | --    |
| Copa Libertadores  | 2        | 0     |
| Total              | --       | --    |

## Palmarés

### Títulos nacionales
| Título    | Club                | País  | Año     |
| --------- | ------------------- | ----- | ------- |
| Primera B | San Marcos de Arica | Chile | 2012-A  |
| Primera B | San Marcos de Arica | Chile | 2012-C  |
| Primera B | San Marcos de Arica | Chile | 2012    |
| Primera B | San Marcos de Arica | Chile | 2013/14 |
| Primera B | Curicó Unido        | Chile | 2016/17 |